# 宋斌
宋 斌（そう ひん、? - 354年）は、五胡十六国時代の前燕の人物。前燕の冀陽郡太守宋燭の子。

## 生涯
前燕に仕え、黄門侍郎に任じられていた。
354年9月、宋斌は冉魏の皇太子の冉智を奉じて前燕に反乱を起こそうと画策していたが、密告により露見し冉智共々誅殺された。